# Chi Chuột nhắt
Chuột nhắt, tên khoa học Mus, là chi gặm nhấm thuộc động vật có vú nhỏ. Chúng thường được làm vật thí nghiệm trong các phòng thí nghiệm sinh vật cùng vài loài khác. Chuột là loài phá hoại lương thực, tài sản. Chuột tìm thức ăn vào ban đêm và là loài gặm nhấm. Mèo nhà có khả năng bắt chuột dù trời tối. Máy đuổi chuột thường dùng sóng siêu âm, sóng điện từ, sóng âm thanh.

## Phân loại
Chi Chuột nhắt bao gồm các phân chi và loài sau đây:
- Coelomys
  - Mus crociduroides
  - Mus mayori
  - Mus pahari
  - Mus vulcani
- Mus
  - Mus booduga
  - Mus caroli
  - Mus cervicolor
  - Mus cookii
  - Mus cypriacus
  - Mus famulus
  - Mus fragilicauda
  - Mus lepidoides
  - Mus macedonicus
  - Mus musculus (chuột nhắt nhà)
  - Mus nitidulus
  - Mus spicilegus
  - Mus spretus
  - Mus terricolor
  - Mus triton
- Muriculus
  - Mus imberbis
- Nannomys
  - Mus baoulei
  - Mus bufo
  - Mus callewaerti
  - Mus goundae
  - Mus haussa
  - Mus indutus
  - Mus mahomet
  - Mus mattheyi
  - Mus minutoides
  - Mus musculoides
  - Mus neavei
  - Mus oubanguii
  - Mus setulosus
  - Mus setzeri
  - Mus sorella
  - Mus tenellus
- Pyromys
  - Mus fernandoni
  - Mus phillipsi
  - Mus platythrix
  - Mus saxicola
  - Mus shortridgei

## Giảm chuột quay lại
- Vệ sinh nơi ở gọn gàng ngăn nắp.
- Lấp hết tất cả các lỗ hở trên tường bằng xi măng hay gạch.
- Không để vật, dụng cụ tại một chỗ quá nhiều.
- Dùng thuốc lau nhà có khả năng đuổi được chuột.
- Cần kiểm tra định kỳ thường xuyên 2 hoặc 3 tháng 1 lần cho các vị trí bít trét.
- Không nên tự ý diệt chuột bằng các hóa chất khi không hiểu tác dụng của thuốc.

## Hình ảnh

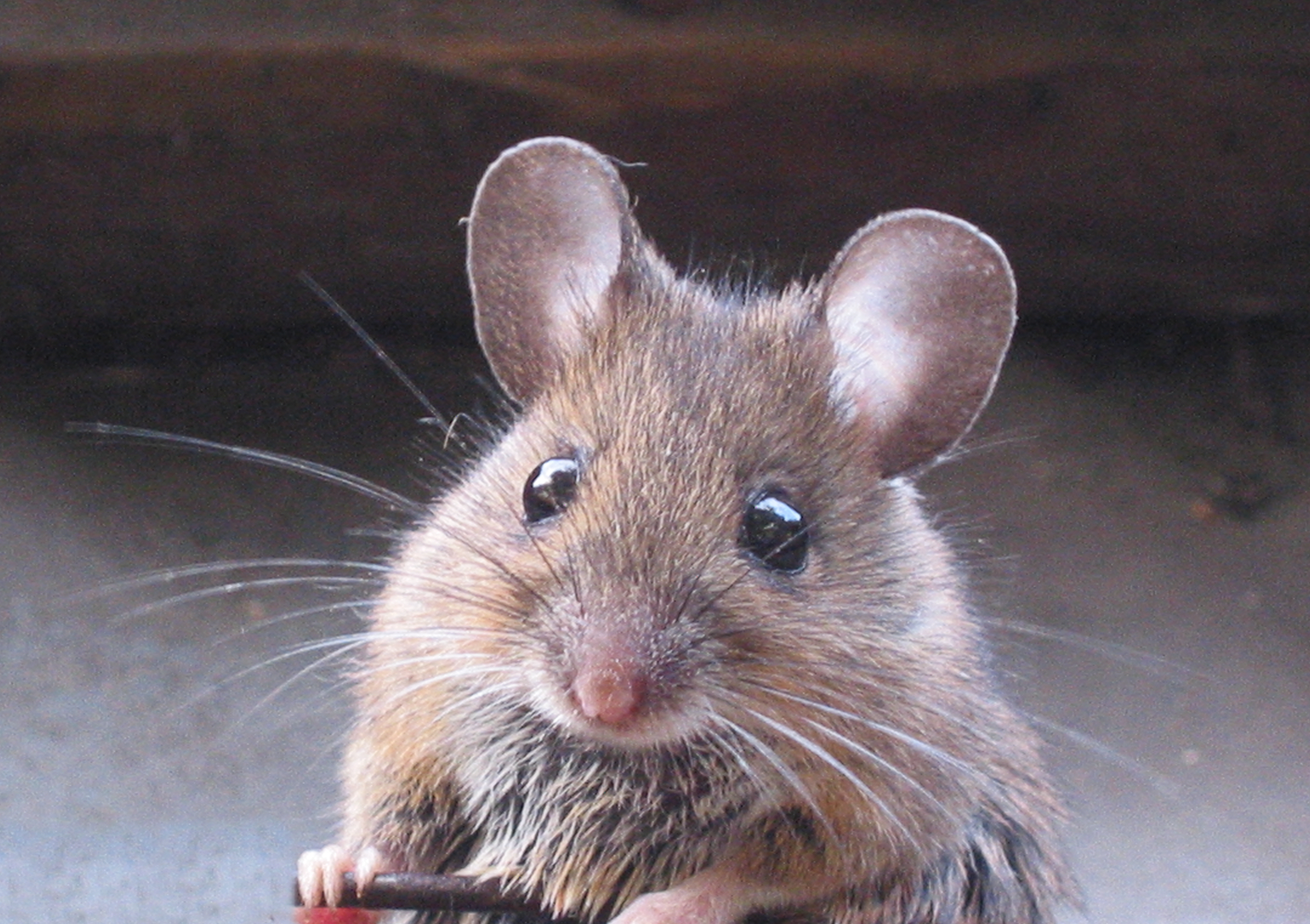
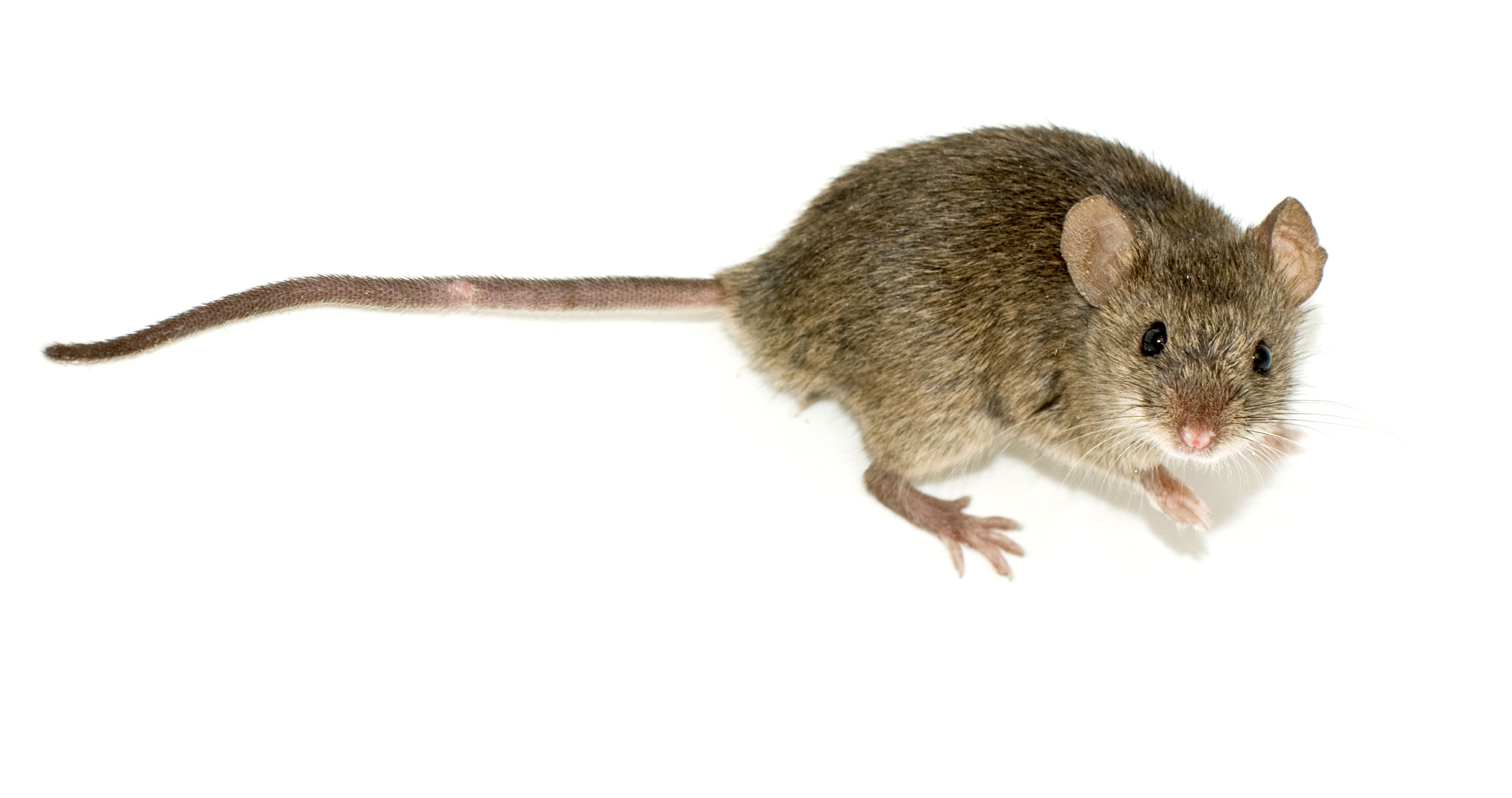
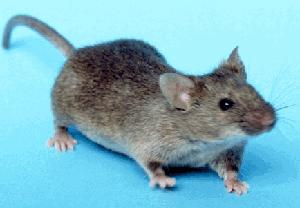
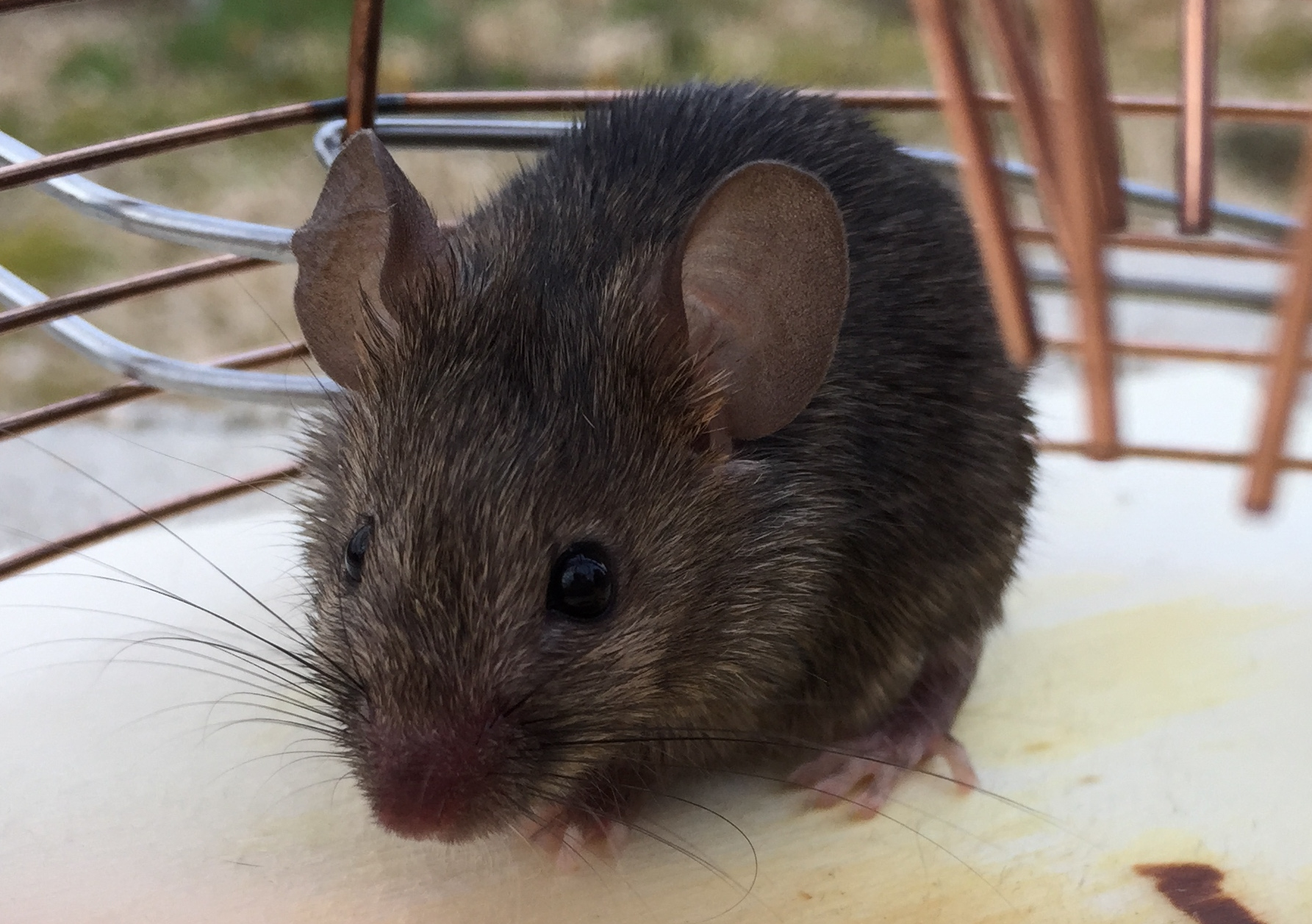